# تاریخ یمینی
تاریخ یمینی (نام دیگر: تاریخ عُتبی) کتابی تاریخی به عربی دربارهٔ ابومنصور ناصرالدین سبکتگین و محمود غزنوی و اوضاع ایران تا اوایل سده ۵ق، نوشته ابونصر محمدبن عبدالجبار عتبی است. این کتاب از مهمترین تواریخ عصر غزنوی و از کهنترین تاریخنامه‌های ایرانی است.

## محتوا
این کتاب در زمان سلطان محمود غزنوی نوشته شده و به مناسبت لقب یمین‌الدوله محمود، به یمینی نامدار شد. انشای کتاب بسیار مشکل و با نثری سنگین و متکلف بوده که فهم کتاب را دشوار می‌کرد. به همین دلیل در سده ۷ق، ابوالشرف ناصح جرفادقانی (گلپایگانی) شرحی بر کتاب نوشت و همزمان نیز کتاب به فارسی هم ترجمه شد که به ترجمه تاریخ یمینی نامدار است.
عتبی غزوات محمود غزنوی را در هند را به شرح آورده و می‌توان گفت که در این زمینه داد سخن را داده است. همچنین به دیگر سلسله‌های آن زمان پرداخته و جز سلسله سامانیان دربارهٔ امرای سیستان، آل زیار، سیمجوریان خانیان، آل فریغون، غوریان، پادشاهان غرجستان، دیلمیان، خوارزمشاهیان و افغانیان نیز شرح داده است. دربارهٔ مسائل گوناگون مذهبی و اجتماعی نیز اشاراتی در کتاب هست که از شیوه بینش مردم در سده ۴ و سده ۵ق و آداب و رسوم اجتماع آن روزگار حکایت می‌کند.
تاریخ یمینی مشتمل است بر دیباچه و سپس به شرح ظهور امیر ابومنصور ناصرالدین سبکتگین در زمان سامانیان و فتح‌های او، وقایع دوران نوح بن منصور سامانی و شرح حال قابوس بن وشمگیر زیاری و فخرالدوله بُوَیهی و مناسبات امیر ابومنصور ناصرالدین سبکتگین و خلف بن احمد صفاری، همچنین تفصیل منازعه امرای سامانی بر سر قدرت و منصب سپهسالاری خراسان و سرانجام حمله بُغراخان ترک و تقسیم قلمرو سامانیان میان دو سلسله ترک قراخانیان و غزنویان پرداخته است؛ از این رو نیمه نخست کتاب را می‌توان «تاریخنامه سامانیان از هنگام انحطاط تا انقراض» خواند. پس از آن به احوال و اخبار و نبردهای محمود غزنوی پرداخته شده است که نیمه دوم کتاب را تشکیل می‌دهد. کتاب با رساله‌ای در رثای امیرنصربن سبکتگین (والی نیشابور و برادر محمود) و فصلی در بدگویی از امیر ابوالحسن بَغَوی، به سبب رنجش عتبی از وی، پایان می‌یابد.

## ویرایش
تصحیح این کتاب در سال ۱۳۸۷ منتشر و در مراسم کتاب سال جمهوری اسلامی ایران به‌عنوان کتاب برگزیده معرفی شد.